# Gierachse
Als Gierachse, auch Hoch- oder Vertikalachse (engl. yaw axis), bezeichnet man die vertikale Achse des fahrzeugfesten Koordinatensystems bei Luft-, Wasser-, Raum- oder Landfahrzeugen. Die Drehbewegung um diese Achse wird als Gieren bezeichnet.
Zusammen mit dem Wanken/Rollen um die Längsachse und Nicken/Stampfen um die Querachse ist das Gieren eine der drei Grund-Rotationsbewegungen eines Körpers im Raum.
Eine Kombination von Rollen, Gieren und Stampfen bezeichnet man als Schlingern.

## Allgemein
Die Gierrate (auch Giergeschwindigkeit) bezeichnet die Winkelgeschwindigkeit der Drehung eines Fahrzeuges um die Hochachse. Das Gierträgheitsmoment beschreibt das Trägheitsmoment um die Achse. Das Moment um die Gierachse wird als Giermoment bezeichnet.
Gierstabilität ist die Eigenschaft eines Fahrzeugs, sich ohne zusätzliche Steuerung annähernd geradeaus zu bewegen. Ein gierstabiles Fahrzeug zeigt geringe Tendenz zum Gieren, nimmt vielleicht sogar ohne Steuerhilfe erneut Geradeausfahrt auf, wenn es durch äußeren Einfluss vom Kurs abgebracht wurde.

## Bedeutung für die Fahrzeugarten

### Luftfahrzeuge
Unter bestimmten Außenbedingungen (meist Böigkeit) gieren Luftfahrzeuge in unerwünschter Weise, was bei großen Verkehrsmaschinen durch einen Gierdämpfer (engl. yaw damper) abgeschwächt wird.
Eine Besonderheit bei Flugzeugen ist die Gier-Schwingung (Dutch Roll).

### Wasserfahrzeuge
Gieren als Drehbewegung

Rollen um die Längsachse (x)
Stampfen um die Querachse (y)
Gieren um die Hochachse (z)

Im seemännischen Sprachgebrauch versteht man unter Gieren das Abweichen vom Kurs. Meist als Drehung um die Hochachse, hervorgerufen durch Seegang, Strömung oder (bei Segelfahrzeugen) unpassende Verteilung der Segelfläche oder falschen Trimm der Segel. In Bezug auf den Wind spricht man von Luv- und Leegierigkeit.
Eine seitliche Versetzung, etwa in Folge von Wind oder Strömung, ist kein Gieren, sondern wird als Abdrift bezeichnet.

### Landfahrzeuge
Zusammen mit den Raddrehzahlen und der Querbeschleunigung ist die Gierrate eine unverzichtbare Messgröße für die Funktion eines Stabilitätssystems von Landfahrzeugen. Zwar ist die Gierrate eines Fahrzeugs eine der wichtigsten Bewegungsgrößen, der Gierwinkel hingegen spielt praktisch nur eine sehr untergeordnete Rolle (z. B. Kompass für die Navigationskarte). Es ist der Winkel zwischen einem gedachten raumfesten und dem fahrzeugfesten Koordinatensystem. Im Gegensatz dazu ist der Schwimmwinkel für die Fahrstabilität deutlich wichtiger.
Die Gierrate von Pkw überschreitet selten Beträge von ca. 5°/s auf Autobahnen und ca. 75°/s bei Parkvorgängen.
Das Gierträgheitsmoment ist eine wichtige Einflussgröße für das „Pendeln“ von Anhängern (siehe: Anti-Schlinger-Kupplung).

#### Spurgeführte Fahrzeuge
Bei spurgeführten Fahrzeugen ist das durch den Sinuslauf verursachte Schlingern (Gieren) des Drehgestells die wichtigste Einflussgröße bei der Laufstabilität. Hochgeschwindigkeitszüge haben daher meist redundant ausgeführte Schlingerdämpfer.